# Kaine
Kaine is een fictieve superschurk uit de strips van Marvel Comics. Hij is de eerste “mislukte” kloon van Spider-Man, gemaakt door professor Miles Warren (alias de Jackal). Hij verscheen voor het eerst in Web of Spider-Man #119, en werd bedacht door Terry Kavanagh en Steven Butler.

## Biografie
Kaine was Jackals eerste poging een kloon te maken van Peter Parker, maar het proces liep verkeerd. Als gevolg hiervan was Kaine misvormd en mentaal gestoord, maar ook sterker dan Spider-Man.
Professor Warren verwierp Kaine omdat hij vroegtijdig tekenen van het degeneratieproces begon te vertonen. Kaine verliet de professor en ontdekte dat de gedeeltelijke degeneratie ook zijn krachten versterkte. Niet alleen had hij de kracht, snelheid en wendbaarheid van de originele Peter, maar ook een versterkte versie van diens “Spider-Sense”. Hij beschikte ook over een zogenaamde "Mark of Kaine," een corrosieve aanraking waarmee hij een afdruk achterliet op zijn tegenstanders.
De Jackal zette zijn experimenten voort en maakte een tweede kloon, ditmaal wel een goede. Deze kwam later bekend te staan als Ben Reilly. Na een gevecht tussen Ben en Spider-Man bleef Ben voor dood achter. Hij overleefde echter en vertrok naar New York.
Achter de schermen liet Norman Osborn de files over Peter en Ben omwisselen, waardoor iedereen dacht dat Ben het origineel was en Peter de kloon. Kaine dacht dit ook. Daarom volgde hij Ben Reilly tijdens diens zwerftocht. Hij ontmoette de politieagente Louise Kennedy van Salt Lake City, maar toen bleek dat zij voor criminelen werkte vermoordde Kaine haar. Vervolgens begon hij Ben te stalken. Hij liet hem denken dat zijn vriendin Janine Godbe zelfmoord had gepleegd, en liet Ben opdraaien voor een aantal moorden die hij gepleegd had. Op deze manier probeerde hij Peter (van wie hij dacht dat het zijn medekloon was) het leven te geven dat hij zelf nooit kon hebben.
Peter Parker werd ook gearresteerd voor Kaines misdaden (aangezien hij, Kaine en Ben dezelfde vingerafdrukken hadden), maar na een tijdje nam Ben zijn plaats in. Peter zocht Kaine op en de twee gingen een gevecht aan. Maar zelfs na dit gevecht en een ongeluk met de superschurk Stunner weigerde een verzwakte Kaine zijn wandaden op te biechten. Kaine bekende dat hij alles had gedaan om Peter te beschermen, en dat hij de eerste kloon was. Spider-Man kreeg Kaine uiteindelijk zo ver zijn misdaden te bekennen door te dreigen zijn ware identiteit openbaar bekend te maken.
Kaine zocht later Ben Reilly op en hielp hem een groot aantal Spider-Man klonen gemaakt door Jackal te verslaan. Tijdens dit gevecht kwam Kaine om. Jackal plaatste Kaine in een herstelcapsule. Toen hij de capsule later onderzocht, bleek die leeg te zijn.
Gedurende Ben Reilly’s tijd als Spider-Man werd Kaine door James Johnsmeyer, de sponsor van een gevechtsspel genaamd de Great Game, uitgekozen om mee te doen aan zijn gevechten. Hij stuurde Rhino, Polestar en Joystick om hem te verslaan. Spider-Man greep in, en tijdens het gevecht wist Kaine te ontsnappen.
Tijdens een latere ontmoeting met Ben Reilly besloot Kaine eindelijk om zijn wraakplannen op te geven, en redde zelfs Bens leven. Daarna gaf hij zichzelf over aan de autoriteiten. Enkele maanden later brak hij toch weer uit, naar het schijnt om Norman Osborn (waarvan kort daarvoor was gebleken dat hij nog leefde en het meesterbrein achter de Spider-Man klonen was) op te sporen en te verslaan. Kaine werd voor het laatst genoemd toen een van Osborns helpers meldde dat er met Kaine was afgerekend. Wat hij hiermee precies bedoelde is niet bekend, maar sindsdien is er van Kaine niets meer vernomen.

## Krachten en vaardigheden
Als een imperfecte kloon van Spider-Man, beschikt Kaine over bovenmenselijke kracht, snelheid en reflexen die zelfs nog groter zijn dan die van Spider-Man. Deze zijn als gevolg van verdere mutatie alleen maar toegenomen.
Zijn Spider-Sense is eveneens sterker ontwikkeld dan die van Spider-Man. Daar waar Spider-Man en Ben Reilly alleen gevaar kunnen voelen aankomen, kan Kaine daadwerkelijk een glimp van de toekomst opvangen.
Hij gebruikt zijn vermogen om tegen muren op te kruipen voornamelijk als een manier om voorwerpen (en mensen) te voorzien van zijn merkteken. Hij doodde op deze manier een aantal personen, waaronder Dr. Octopus.
Kaine gebruikte zijn versterkte gave om op muren te kruipen ook op andere manieren. Zo maakte hij ooit een wapen uit een groot stuk van een gebouw door gewoon zijn hand tegen de muur te drukken en deze dan snel los te rukken, zodat er een groot stuk muur meekwam.
Door fouten in zijn genetische code ziet Kaine er niet uit als een gewoon mens.